# Masahiro Fukuda
Masahiro Fukuda (jap. 福田 正博 Fukuda Masahiro; * 27. Dezember 1966 in Yokohama) ist ein ehemaliger japanischer Fußballspieler. Er war seit Gründung der J-League im Jahre 1993 bis zu seinem Rücktritt im Jahre 2002 die Identifikationsfigur der Urawa Red Diamonds und wurde von den Fans daher auch Mister Reds genannt.

## Spielerkarriere

### Verein
Nach einem Abschluss an der Chūō-Universität im Jahre 1989 nahm Fukuda eine Arbeit bei Mitsubishi Heavy Industries an und wurde dort in der werkseigenen Fußballmannschaft schnell zum Torjäger. Aus dieser Mannschaft wurde 1993 mit Gründung der J-League die Urawa Red Diamonds und Fukuda zum Fußballprofi. Die ersten Jahre waren für Urawa wenig erfolgreich, aber Fukuda schaffte es 1995 als erster Japaner, Torschützenkönig der J-League zu werden und wurde auch in die beste Elf der Saison gewählt. Berühmt wurde zu dieser Zeit das Zusammenspiel mit dem deutschen Uwe Bein. In der Saison 1999 musste Fukuda dann den Abstieg in die zweite Liga miterleben, blieb Urawa aber treu. Er blieb bis zu seinem Rücktritt im Jahre 2002 einer der Leistungsträger der Mannschaft, wenn auch zunehmend als Mittelfeldspieler denn als Torjäger. Fukuda konnte mit Urawa in seiner Karriere keinen Titel erringen. In seiner letzten Saison verlor die Mannschaft das Nabisco-Cup-Finale mit 0:1 gegen den Konkurrenten Kashima und auch in der Liga musste man eine zwischenzeitliche Tabellenführung schnell wieder abgeben. Der erste Titel für Urawa folgte dann in der nächsten Saison mit dem Gewinn des Nabisco Cups 2003. Fukuda ist derzeit weiterhin der erfolgreichste Torschütze für Urawa insgesamt (91 Tore), für Tore in einer Saison (32) und in einem Spiel (4).

### Nationalmannschaft
Schon vor Gründung der J-League wurde Fukuda in die Nationalmannschaft berufen. Sein Debüt gab er am 27. Juli 1990 gegen Südkorea. Zwei Jahre später wurde der Angreifer vom damaligen Nationaltrainer Hans Ooft in das Aufgebot für die Asienmeisterschaft 1992 berufen. Im Turnierverlauf kam der Stürmer zu vier von fünf möglichen Einsätzen. Das japanische Team erreicht das Endspiel des Wettbewerbs, wo man sich mit 1:0 gegen Saudi-Arabien durchsetzte. Er war der erste Japaner, der ein Tor gegen Brasilien geschossen hat. Fukuda gehörte auch zu der Mannschaft, die sich fast für die WM 1994 qualifiziert hätte, dann aber die Tragödie von Doha erleben musste. 1995 war Fukuda im Kader um den König-Fahd-Pokal. Dort kam er zu zwei Einsätzen. Japan schied bereits nach der Vorrunde aus.

### Spielstil
Fukuda war ein Torjäger, der sich sowohl von seinen Mitspielern gut in Szene setzen ließ, als auch selber Chancen herausspielen konnte. Bekannt geworden ist das Zusammenspiel vor allem mit den Mittelfeldspielern Bein und Ono. Als echter Torjäger schoss er auch die meisten Elfmeter seiner Mannschaft. Von seinen damaligen Mit- und Gegenspielern, wie etwa Zico oder Kazuyoshi Miura wurde Fukuda öfter attestiert, dass er einer der besten Fußballer Japans aller Zeiten ist. Er konnte dies auf Grund von Verletzungen und anderen Umständen nicht immer zeigen, hat sich aber bei den Urawafans unsterblich gemacht.

## Trainerkarriere
Fukuda war nach seiner aktiven Laufbahn Botschafter des japanischen Fußballverbands. Seit 2008 ist er Co-Trainer der Urawa Red Diamonds und arbeitete bereits unter Holger Osieck, Gert Engels und Volker Finke. Seit dem 1. Januar 2011 ist Fukuda im Trainerstab von Željko Petrović.

## Auszeichnungen
- Aisen-Cup-Gewinner: 1992
- Torschützenkönig der J. League: 1995

## Trivia
- In der japanischen Version von Pro Evolution Soccer 2011 übernahm Fukuda den Part des Sprechers.[7]